# Prudientow
Prudientow (ros. Прудентов) – chutor w Rosji, w obwodzie wołgogradzkim, w rejonie pałłasowskim. W 2010 liczył 997 mieszkańców.